# Bitwa pod Trindade

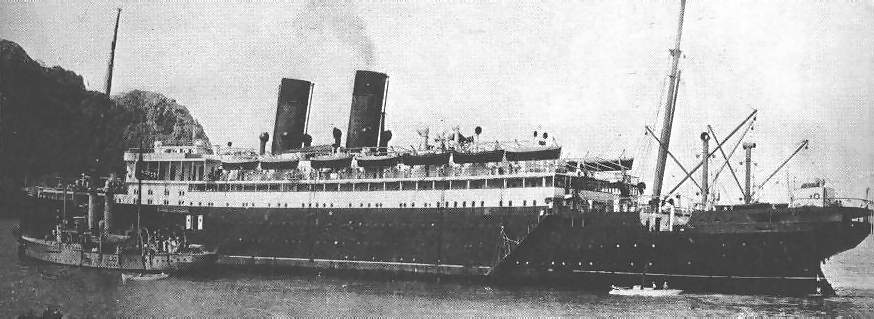
„Cap Trafalgar” z SMS „Eber” w Trindade

Bitwa pod Trindade – potyczka morska pomiędzy krążownikami pomocniczymi, niemieckim SMS „Cap Trafalgar” i brytyjskim HMS „Carmania”, do której doszło 14 września 1914 w pobliżu brazylijskiej wyspy Trindade.

## Przed bitwą
Zgodnie z przedwojennymi planami Kaiserliche Marine „Cap Trafalgar” miał być jednym z wielu statków użytych w roli rajderów w razie wybuchu konfliktu zbrojnego z Wielką Brytanią. Nieszczęśliwie dla „Cap Trafalgar”, w momencie rozpoczęcia I wojny światowej znajdował się on nieuzbrojony w Buenos Aires. Po otrzymaniu rozkazów, „Cap Trafalgar” udał się na Trindade, gdzie wcześniej kanonierka SMS „Eber” założyła tajną bazę niemiecką. Jeszcze w drodze na spotkanie z „Eberem”, „Cap Trafalgar” został upodobniony do brytyjskiego liniowca „Carmania”, przekształconego w brytyjski krążownik pomocniczy. Po przybyciu na miejsce spotkania „Cap Trafalgar” otrzymał uzbrojenie w postaci dwóch armat 105 mm i sześciu działek automatycznych 37 mm.
Oprócz „Ebera” i „Cap Trafalgar” na Trindade przybyło kilka niemieckich węglowców. Jeden z nich, wbrew rozkazowi nakazującemu ciszę radiową, wysłał niezakodowaną wiadomość do biura armatora w Nowym Jorku, prosząc o wytyczne co robić. Wiadomość została przechwycona przez Royal Navy i chociaż odczytano ją z błędem, prawidłowo wywnioskowano z niej, że gdzieś przy brazylijskim wybrzeżu została założona tajna niemiecka baza. Znajdująca się w tej okolicy „Carmania” otrzymała rozkaz rozpoznania okolic Trindade.
Według danych wywiadu brytyjskiego w okolicy oprócz kanonierki „Eber” przebywały jeszcze trzy okręty niemieckie – krążownik SMS „Dresden”, rajder SMS „Kronprinz Wilhelm” oraz najprawdopodobniej jeszcze jeden rajder. Dowódca „Carmanii” zdawał sobie sprawę, że jego okręt nie miałby żadnych szans w razie napotkania więcej niż jednego z okrętów niemieckich, i postanowił zmienić bardzo charakterystyczny wygląd swojego statku, aby w razie napotkania sił niemieckich nie został od razu rozpoznany i miał szansę na ucieczkę. Jedynym dużym niemieckim liniowcem, do którego mogła upodobnić się „Carmania”, był „Cap Trafalgar”. Na „Carmanii” postawiono więc trzeci, fałszywy komin, częściowo ją przemalowano i tak zmieniony statek rankiem 14 września zbliżył się do brzegów Trindade.

## Bitwa
Obserwatorzy na „Carmanii” zauważyli czubki masztów nieznanego okrętu o 11.04 rano. Dowodzący nią komandor Grant nakazał wtedy zwiększenie prędkości do szesnastu węzłów, zmieniając kurs prosto na nierozpoznany jeszcze statek. W tym samym czasie dowódca „Cap Trafalgar” przerwał przyjmowanie węgla i z maksymalną prędkością ruszył w kierunku „Carmanii”. Dowodzący „Cap Trafalgarem” Korvettenkapitän Wirth zdawał sobie sprawę, że jego statek był zbyt słabo uzbrojony na pojedynek artyleryjski na dalekim dystansie i miał nadzieję zbliżyć się do swojego przeciwnika na jak najmniejszą odległość, aby móc użyć także działek 37 mm.
Zanim oddano pierwsze strzały, na obydwu mostkach zapanowała konsternacja co do tożsamości zbliżającego się okrętu – początkowo na niemieckim statku „Carmania” została rozpoznana jako „Cap Finisterre” a na brytyjskim statku „Cap Trafalgar” wzięto za liniowiec należący do linii Union Castle.
Kiedy odległość pomiędzy dwoma statkami zmniejszyła się do około 15 kilometrów, komandor Grant rozkazał wciągnąć na maszt banderę Royal Navy i oddać strzał ostrzegawczy przed dziób nieznanego statku. W odpowiedzi Wirth wciągnął na maszt banderę Kaiserliche Marine i otworzył ogień, koncentrując się na mostku „Carmanii”. Obydwa statki nadal utrzymywały kurs na zbliżenie. Kiedy odległość między nimi spadła do około dwóch tysięcy metrów, Wirth rozkazał otwarcie ognia także działkom, które w jednej chwili zniszczyły doszczętnie mostek „Carmanii”. Już po kilkunastu minutach od otwarcia ognia na obu statkach wybuchły poważne pożary. Spowita dymem i ogniem „Carmania” oddała kilkanaście salw, celując poniżej linii wodnej „Cap Trafalgar”, i zmieniła kurs, starając się wyjść poza zasięg działek przeciwnika.
Mordercza wymiana ognia trwała przez prawie dwie godziny. Przez ten czas „Carmania” została trafiona przynajmniej 79 razy i sytuacja na niej stawała się coraz trudniejsza, kiedy niespodziewanie „Cap Trafalgar” stanął w wodzie i spuścił szalupy. Ciężko uszkodzona „Carmania” przerwała ogień, pozwalając niemieckim węglowcom zebrać 279 rozbitków i odpłynąć w kierunku Argentyny. Jej załoga była zbyt zajęta ratowaniem własnego statku, aby im w tym przeszkodzić.
W bitwie zginęło 15 marynarzy niemieckich, w tym komandor podporucznik Wirth.
Jeszcze w czasie bitwy SMS „Kronprinz Wilhelm” odebrał sygnał SOS wysłany przez „Cap Trafalgar” i zmienił kurs, spiesząc mu z pomocą, ale nie mogąc ponownie nawiązać łączności i obawiając się ataku brytyjskiego, okręt zawrócił, nie docierając na miejsce bitwy.

## Po bitwie
„Eleonore Vouvermans”, jeden z węglowców niemieckich, które zebrały załogę zatopionego „Cap Trafalgar”, pozostał na wodach południowoamerykańskich, służąc jako statek zaopatrzeniowy dla krążownika „Dresden” i rajdera „Kronprinz Wilhelm”. 6 stycznia 1915, już pod zmienioną nazwą „Anna”, został on zatrzymany przez HMAS „Australia” pod dowództwem admirała Pateya. Załoga „Anny” została wzięta do niewoli, a na statku przed jego zatopieniem znaleziono między innymi dziennik prowadzony przez komandora Wirtha.
Załoga „Carmanii” została wyróżniona w sprawozdaniu (Mentioned in Despatches). Zwycięstwa „Carmanii” i komandorowi Grantowi gratulował Pierwszy Lord Admiralicji Winston Churchill, telegrafując: „Well done. You have fought a fine action to a successful finish” (Dobra robota. Walczyliście świetną akcję, do udanego końca).
Znakomicie znający brytyjskie prawo morskie komandor Grant przywołał wywodzący się z 1649 roku przepis nagradzający pięcioma funtami za głowę każdego marynarza z zatopionego lub schwytanego okrętu. Ponieważ dokładna liczna marynarzy „Cap Trafalgar” nie była znana, ustalono ją w przybliżeniu na 423 i w marcu 1916 załodze „Carmanii” wypłacono 2115 funtów nagrody.
W 1919 brytyjska organizacja The Navy League zakupiła 24 srebrne talerze należące do Nelsona, które znajdowały się na pokładzie jego okrętu HMS „Victory” w czasie bitwy pod Trafalgarem. 24 brytyjskie okręty biorące udział w I wojnie światowej zostały wyróżnione tą pamiątką za znakomitą służbę, „Carmania” była jedynym cywilnym statkiem wśród wyróżnionych.